# Santa Elena El Tule
Santa Elena El Tule, es una población perteneciente al municipio de Santa María Tonameca del estado de Oaxaca.

## Geografía
Está ubicada a 15°45'21.2" latitud norte y  96°49'23.9" longitud oeste. Ubicada a una altitud de 40 metros sobre el nivel del mar.

## Población
Según el censo de población del INEGI 2020 , cuenta con 786 habitantes. Y el catálogo de localidades indígenas de 2010 de la Comisión Nacional para el desarrollo de los pueblos indígenas (CDI)  indica que cuenta con un rango alto de población zapoteca. Además de contar con población afrodescendiente.

## Infraestructura
En la comunidad existe la siguiente infraestructura de servicios públicos.

Educación
- Educación Preescolar "Gabriela Mistral"
- Escuela Primaria "Vicente Guerrero"
- Escuela Secundaria "Macedonio Alcalá"
- Bachillerato CECyT Plantel 31 "Santa Elena El Tule"
- Supervisión Escolar Primaria Bilingüe (Zapoteco)

Salud
- Unidad Médica Centro de Salud "Santa Elena El Tule"

## Actividades públicas
Se llevan a cabo las siguientes actividades.

Deporte y recreación
- Unidad deportiva "La Ceiba"
- Parque "Los Grados"
- Surfing, Playa "El Pedrero"
- Pesca, Playa "Santa Elena"
- Recreación y descanso, Laguna "Santa Elena"

Templos religiosos
- Iglesia católica "Santa Elena de la Cruz"
- Templo de Testigos de Jehová
- Templo Adventista

Grupos de ayuda
- Alcohólicos Anónimos "Viviendo sobrios"
- Neuróticos Anónimos

## Servicios
Se cuenta con los siguientes servicios privados:
- Restaurantes y comedores
- Gasolinería
- Tortillería
- Carpinterías
- Herrería
- Maderería
- Ferretería
- Abarrotes
- Verdulerías
- Papelerías
- Servicio mecánico y automotriz
- Materiales de construcción
- Veterinaria
- Agroquímicos
- Pollerías
- Servicio de taxis

Guest Houses / Hotels
- Astons Cabana Guest Houses